# Канзанаволок (остров)
Канзанаволок — самый большой остров Водлозера, расположенный в северо-восточной части водоёма. Находится на территории Водлозерского национального парка в Карелии. 

Протяжённость острова: 6 км в длину до 1,5 км в ширину. 

Расстояние до материка — 300 метров.
На острове две заброшенные деревни: Коскосалма и Канзанаволок. Они относились к Ильинскому погосту, расположенному рядом, на Малом Колгострове (острова отделены узкой — около 50 м. — протокой).
Остров привлекателен для любителей рыбалки и водных прогулок.

На острове есть гостевые дома.

## Транспорт
От/до ближайших населённых пунктов (д. Куганаволок, п. Шальский) можно добраться на моторных катерах.